# ويلي كارلن
ويلي كارلن (بالإنجليزية: Willie Carlin)‏ (6 أكتوبر 1940 – 10 يونيو 2024) هو لاعب كرة قدم بريطاني، ولد في 6 أكتوبر 1940 في ليفربول في المملكة المتحدة. لعب مع كارديف سيتي وليستر سيتي ونادي ليفربول ونادي هاليفاكس تاون.